# Saison 1954-1955 de la LIH
Saison précédente Saison suivante
La saison 1954-1955 est la dixième saison de la ligue internationale de hockey.
Les Mohawks de Cincinnati remportent la Coupe Turner pour une troisième saison consécutive en battant les Bruins de Troy en série éliminatoire.

## Saison régulière
Trois équipes quittent la ligue en début de saison, soit les Chiefs de Milwaukee, les Shooting Stars de Louisville et les Barons de Marion. Tous trois cessent leurs activités en raison de difficultés financières. 

### Classement de la saison régulière
| Clt   | Équipe                  | PJ | V  | D  | N | BP  | BC  | Pts |
| ----- | ----------------------- | -- | -- | -- | - | --- | --- | --- |
| +001, | Mohawks de Cincinnati   | 60 | 40 | 19 | 1 | 268 | 164 | 81  |
| +002, | Bruins de Troy          | 60 | 31 | 27 | 2 | 190 | 180 | 64  |
| +003, | Mercurys de Toledo      | 60 | 31 | 29 | 0 | 183 | 196 | 62  |
| +004, | Rockets de Grand Rapids | 60 | 28 | 31 | 1 | 199 | 215 | 57  |
| +005, | Jets de Johnstown       | 60 | 25 | 34 | 1 | 188 | 215 | 51  |
| +006, | Komets de Fort Wayne    | 60 | 22 | 37 | 1 | 181 | 235 | 45  |

- Champion de la saison régulière
- Qualifié pour les séries éliminatoires

### Meilleurs pointeurs
| Joueur             | Équipe       | PJ | B  | A  | Pts | Pun |
| ------------------ | ------------ | -- | -- | -- | --- | --- |
| Phil Goyette       | Cincinnati   | 57 | 41 | 51 | 92  | 17  |
| John Horvath       | Johnstown    | 60 | 33 | 53 | 86  | 54  |
| Roland McLenahan   | Cincinnati   | 57 | 27 | 47 | 74  | 80  |
| George Hayes       | Grand Rapids | 57 | 25 | 49 | 74  | 25  |
| Don Hall           | Johnstown    | 55 | 26 | 47 | 73  | 17  |
| Denis Boucher      | Cincinnati   | 60 | 30 | 41 | 71  | 28  |
| Barry Thorndycraft | Cincinnati   | 60 | 26 | 40 | 66  | 62  |
| Reg Grigg          | Cincinnati   | 60 | 28 | 33 | 61  | 21  |
| Eddie Panagabko    | Grand Rapids | 60 | 25 | 35 | 60  | 53  |
| Max Szturm         | Troy         | 60 | 23 | 34 | 57  | 40  |

## Séries éliminatoires
Les séries éliminatoires se déroulent du 15 mars au 3 avril. Les vainqueurs des demi-finales s'affrontent pour l'obtention de la Coupe Turner.

### Tableau
|  | Demi-finales            | Demi-finales   |                       |   | Finale | Finale |
|  | Demi-finales            | Demi-finales   |                       |   | Finale | Finale |
|  |                         |                |                       |   |        |        |
|  |                         |                |                       |   |        |        |
|  |                         |                |                       |   |        |        |
|  | Mohawks de Cincinnati   | 3              |                       |   |        |        |
|  | Mohawks de Cincinnati   | 3              |                       |   |        |        |
|  | Mercurys de Toledo      | 0              |                       |   |        |        |
|  | Mercurys de Toledo      | 0              | Mohawks de Cincinnati | 4 |        |        |
|  |                         |                | Mohawks de Cincinnati | 4 |        |        |
|  |                         | Bruins de Troy | 3                     |   |        |        |
|  | Bruins de Troy          | Bruins de Troy | 3                     | 3 |        |        |
|  | Bruins de Troy          |                |                       | 3 |        |        |
|  | Rockets de Grand Rapids | 1              |                       |   |        |        |
|  | Rockets de Grand Rapids | 1              |                       |   |        |        |

### Demi-finales
Pour les demi-finales, l'équipe ayant terminé au premier rang lors de la saison régulière, les Mohawks de Cincinnati, affronte l'équipe ayant terminé troisième, les Mercurys de Toledo, puis celle ayant fini deuxième, les Bruins de Troy, font face à l'équipe ayant pris la quatrième place, les Rockets de Grand Rapids. Pour remporter les demi-finales, les équipes doivent obtenir trois victoires.
| Date    | Équipe à domicile     | Score | Équipe visiteuse      |
| ------- | --------------------- | ----- | --------------------- |
| 15 mars | Mohawks de Cincinnati | 5-2   | Mercurys de Toledo    |
| 19 mars | Mercurys de Toledo    | 2-4   | Mohawks de Cincinnati |
| 20 mars | Mohawks de Cincinnati | 4-2   | Mercurys de Toledo    |

Les Mohawks de Cincinnati remportent la série 3 victoires à 0.
| Date    | Équipe à domicile       | Score | Équipe visiteuse        |
| ------- | ----------------------- | ----- | ----------------------- |
| 15 mars | Bruins de Troy          | 3-1   | Rockets de Grand Rapids |
| 18 mars | Rockets de Grand Rapids | 2-1   | Bruins de Troy          |
| 20 mars | Bruins de Troy          | 2-0   | Rockets de Grand Rapids |
| 22 mars | Rockets de Grand Rapids | 4-6   | Bruins de Troy          |

Les Bruins de Troy remportent la série 3 victoires à 1.

### Finale
La finale oppose les vainqueurs de leurs séries respectives, les Mohawks de Cincinnati et les Bruins de Troy. Pour remporter la finale les équipes doivent obtenir quatre victoires.
| Date    | Équipe à domicile     | Score | Équipe visiteuse      |
| ------- | --------------------- | ----- | --------------------- |
| 24 mars | Mohawks de Cincinnati | 3-2   | Bruins de Troy        |
| 26 mars | Bruins de Troy        | 8-5   | Mohawks de Cincinnati |
| 27 mars | Mohawks de Cincinnati | 7-0   | Bruins de Troy        |
| 29 mars | Bruins de Troy        | 2-5   | Mohawks de Cincinnati |
| 31 mars | Mohawks de Cincinnati | 1-4   | Bruins de Troy        |
| 2 avril | Bruins de Troy        | 3-2   | Mohawks de Cincinnati |
| 4 avril | Mohawks de Cincinnati | 7-0   | Bruins de Troy        |

Les Mohawks de Cincinnati remportent la série 4 victoires à 3.

### Effectifs de l'équipe championne
Voici l'effectif des Mohawks de Cincinnati, champion de la Coupe Turner 1955 :
- Entraineur : Roland McLenahan.
- Joueurs : Gaétan Dessureault, Butch MacKay, George Bouchard, Bun Smith, Moe Mantha, Billy Goold, John Martan, Dave McCready, Reg Grigg, Barry Thorndycraft, Roland McLenahan, Phil Goyette, Gary Edmundson et Denis Boucher.

## Trophées remis
| Trophée               | Description                       | Vainqueur             |
| --------------------- | --------------------------------- | --------------------- |
| Coupe Turner          | Champion des séries éliminatoires | Mohawks de Cincinnati |
| Trophée Fred-A.-Huber | Champion de la saison régulière   | Mohawks de Cincinnati |

| Trophée                     | Description       | Vainqueur                              |
| --------------------------- | ----------------- | -------------------------------------- |
| Trophée George-H.-Wilkinson | Meilleur pointeur | Phil Goyette des Mohawks de Cincinnati |
| Trophée James-Gatschene     | Joueur MVP        | Phil Goyette des Mohawks de Cincinnati |